# Лана Пудар
Лана Пудар (19 січня 2006) — боснійська плавчиня.
Учасниця Олімпійських Ігор 2020 року, де в попередніх запливах на дистанції 100 метрів батерфляєм посіла 19-те місце і не потрапила до півфіналів.